# Ice (Lied)
Ice (englisch für „Eis“) ist ein Lied der deutschen Rapperin Shirin David aus dem Jahre 2019. Die dritte Singleauskopplung ihres Debütalbums Supersize wurde von der Künstlerin selbst zusammen mit Chima Ede und den Produzenten des Tracks, FNSHRS., geschrieben.

## Musik und Text
Ice ist ein Hip-Hop-Song mit leichten Einschlägen der Subgenres Dirty South und Trap. Eine eingängige Flötenmelodie und an ein Xylophon erinnernde Töne werden hierbei von 808-Bass Drums, Hi-Hats und wiederholten, als Rimshots gespielten Snares unterlegt. Die Strophen werden von Shirin David in einem verspielten wie auch aggressiven Ton gerappt, wobei ihr Flow jenem des klassischen Hip-Hop näher ist als dem des modernen Trap. Während des Refrains ist ihre Stimme mit Autotune versehen und klingt dadurch melodischer. Das zentrale Thema des Liedes ist das Geld, das die Musikerin durch ihren Erfolg verdient hat, und die Luxusgüter, für die sie dieses ausgibt. Sie stellt dabei durchwegs eine stolze und dominante Attitüde zur Schau. Die geschilderten Summen und Situationen sind mitunter überzeichnet, etwa, wenn die Rapperin erwähnt, dass sie pro Stunde zwei Container voller Geld geliefert bekommt.

## Musikvideo
Das unter der Regie von Plug entstandene Musikvideo zu Ice hebt teilweise die Doppeldeutigkeit des Titels (wortwörtlich „Eis“ wie auch umgangssprachlich „hochpreisiger Schmuck“) hervor. So sitzt Shirin David in mehreren Einstellungen, ein Diadem und einen Pelzmantel tragend, in einer Badewanne aus Eis, welche auf Wasser schwimmt, oder räkelt sich auf mehreren Eisblöcken, die von zwei Kerzenleuchtern umringt und zu einem Podest geformt sind. Andere Szenen zeigen sie unter anderem zwei Hunde an der Leine haltend vor einer Vielzahl antik aussehender Statuen, kniend auf einer dunkel ausgeleuchteten Wasseroberfläche oder während eines Schneefalls vor der Zahlenkombination "90-60-111" tanzend. Diese stellt auch das Nummernschild eines von zwei rosafarbenen Autos dar, auf welchen Shirin David und ihre Schwester Patricia Davidavicius sitzen. Gegen Ende des Videos ist die Interpretin häufiger in Plastikfolie mit Dollaraufdruck eingehüllt zu sehen. Während des gesamten Clips erfolgen Zwischenschnitte auf luxuriöse Accessoires, die zum Teil anzüglich drapiert wurden. Das Musikvideo verzeichnet über 23 Millionen Aufrufe. (Stand Mai 2025)

## Kritik
Ice erhielt gemischte Kritiken. Man attestierte dem Lied Ohrwurmcharakter und lobte den guten Klang der Produktion, kritisierte aber die Parallelen zu diversen anderen Liedern und Musikern. Shirin Davids Flow und Auftreten wurden wiederholt mit denen der international erfolgreichen Rapperin und Sängerin Nicki Minaj verglichen, wobei einzelne Stimmen mitunter empfanden, dass sie durchaus das Potential besäße, ihr deutsches Pendant zu werden. Darüber hinaus fiel mehreren Rezensenten auf, dass der Beat des Titels große Ähnlichkeit mit jenem des Nummer-eins-Hits DODI des deutschen Rappers Shindy hätte. Bemängelt wurde auch, dass sich Ice zu wenig von Davids Vorgängersingle Gib ihm unterscheide. Insbesondere die zwei Textstellen "Sprichst du grad nicht über Cash, versteh' ich keinen Satz" (aus Gib ihm) und "Sprichst du grad nicht über Cash, falsche Frequenz" (aus Ice) wurden in mehreren Kritiken als auffällig nahe beieinander rezipiert. Auch über das zugehörige Video wurde ähnlich debattiert. Wie bei der Musik selbst merkte man an, dass es außergewöhnlich gut und hochwertig gemacht sei, erkannte aber auch starke Ähnlichkeiten zum Clip des Liedes Ice Me Out der Musikerin Kash Doll, und verglich Davids Kostüm weiters mit jenem von Nicki Minaj in dem Video zu Ganja Burn.

## Kommerzieller Erfolg
In Deutschland und Österreich erreichte Ice Platz acht der Singlecharts. In der Schweiz kam die Single auf Platz 28. Das Musikvideo hat bis heute (Stand April 2022) über 22 Millionen Aufrufe auf YouTube.
| ChartsChartplatzierungen | Höchstplatzierung | Wochen |
| ------------------------ | ----------------- | ------ |
| Deutschland (GfK)        | 8 (5 Wo.)         | 5      |
| Österreich (Ö3)          | 8 (3 Wo.)         | 3      |
| Schweiz (IFPI)           | 28 (2 Wo.)        | 2      |

Auf der Streaming-Plattform Spotify wurde das Lied 29 Millionen Mal aufgerufen (Stand: Mai 2025).